# (986) Amèlia
(986) Amèlia és un asteroide del cinturó principal, descobert per l'astrònom català Josep Comas i Solà el 19 d'octubre de 1922 des de l'observatori Fabra de Barcelona. Rep el nom en honor de la segona esposa de Comas i Solà, Amèlia Sala.
S'estima que el seu diàmetre és de 50,94 ± 1,2 km. La seva distància mínima d'intersecció de l'òrbita terrestre és d'1,9242 ua. Les observacions fotomètriques recollides d'aquest asteroide mostren un període de rotació de 9,52 hores, amb una variació de lluentor de 9,3 de magnitud absoluta.